# Огл (округ)
Огл (англ. Ogle County) — округ в штате Иллинойс, США. Официально образован 16 января 1836 года. По состоянию на 2010 год, численность населения составляла 53 497 человек.

## География
По данным Бюро переписи США, общая площадь округа равняется 1 976,172 км2, из которых 1 965,812 км2 — суша, и 4,400 км2, или 0,600 % — это водоёмы.

## Население
По данным переписи населения 2000 года в округе проживает 51 032 жителя в составе 19 278 домашних хозяйств и 14 169 семей. Плотность населения составляет 26,00 человек на км2. На территории округа насчитывается 20 420 жилых строений, при плотности застройки около 10,00-ти строений на км2. Расовый состав населения: белые — 95,35 %, афроамериканцы — 0,44 %, коренные американцы (индейцы) — 0,24 %, азиаты — 0,42 %, гавайцы — 0,04 %, представители других рас — 2,45 %, представители двух или более рас — 1,06 %. Испаноязычные составляли 6,01 % населения независимо от расы.
В составе 35,50 % из общего числа домашних хозяйств проживают дети в возрасте до 18 лет, 61,30 % домашних хозяйств представляют собой супружеские пары, проживающие вместе, 8,30 % домашних хозяйств представляют собой одиноких женщин без супруга, 26,50 % домашних хозяйств не имеют отношения к семьям, 22,50 % домашних хозяйств состоят из одного человека, 9,80 % домашних хозяйств состоят из престарелых (65 лет и старше), проживающих в одиночестве. Средний размер домашнего хозяйства составляет 2,62 человека, и средний размер семьи — 3,07 человека.
Возрастной состав округа: 27,50 % — моложе 18 лет, 7,20 % — от 18 до 24, 28,80 % — от 25 до 44, 23,10 % — от 45 до 64, и 23,10 % — от 65 и старше. Средний возраст жителя округа — 37 лет. На каждые 100 женщин приходится 98,40 мужчин. На каждые 100 женщин старше 18 лет приходится 96,00 мужчин.
Средний доход на домохозяйство в округе составлял 45 448 USD, на семью — 53 028 USD. Среднестатистический заработок мужчины был 39 862 USD против 23 854 USD для женщины. Доход на душу населения составлял 20 515 USD. Около 5,30 % семей и 7,10 % общего населения находились ниже черты бедности, в том числе — 8,40 % молодежи (тех, кому ещё не исполнилось 18 лет) и 5,30 % тех, кому было уже больше 65 лет.